# Orfelia maculata
Orfelia maculata är en tvåvingeart som beskrevs av Cao och Xu 2008. Orfelia maculata ingår i släktet Orfelia och familjen platthornsmyggor. Inga underarter finns listade i Catalogue of Life.